# Miętno (Pomerania Occidental)
Miętno [pronunciación en polaco: /ˈmjɛntnɔ/] (en alemán: Minten) es un pueblo en el distrito administrativo de Gmina Nowogard, dentro del condado de Goleniów, Voivodato de Pomerania Occidental, en el noroeste de Polonia.  Se encuentra aproximadamente 6 kilómetros al norte de Nowogard, 27 kilómetros al noreste de Goleniów, y 49 kilómetros al noreste de la capital regional Szczecin.
Para conocer la historia de la región, véase también Historia de Pomerania.